# Pterolophia benjamini
Pterolophia benjamini là một loài bọ cánh cứng trong họ Cerambycidae.